# Pulsnitz
Pulsnitz é uma cidade no estado da Saxónia, Alemanha. Localiza-se na região administrativa de Dresden, no distrito Kamenz.
É membro e sede do  Verwaltungsgemeinschaft de Pulsnitz.

## Pulsnitzer Pfefferkuchen
Pulsnitzer Pfefferkuchen é uma variação do Lebkuchen, um tipo de pastel doce consumido principalmente nos países europeus.

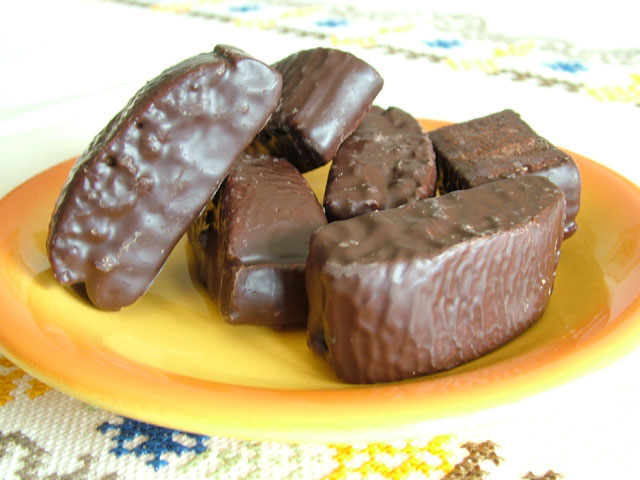
Pulsnitzer Pfefferkuchen.

O termo Pulsnitzer Pfefferkuchen é uma denominação de origem protegida. O doce não contém manteiga ou qualquer outro tipo de gordura. Como é feito em oito pequenas padarias familiares em Pulsnitz até hoje, os ingredientes exatos não são conhecidos, mantidos em segredo, passando de geração para geração.